# Alsodes vanzolinii
Alsodes vanzolinii är en groddjursart som först beskrevs av Roberto Donoso-Barros 1974.  Alsodes vanzolinii ingår i släktet Alsodes och familjen Cycloramphidae. IUCN kategoriserar arten globalt som akut hotad. Inga underarter finns listade i Catalogue of Life.